# Calceolaria rugulosa
Calceolaria rugulosa är en toffelblomsväxtart som beskrevs av Edwin. Calceolaria rugulosa ingår i släktet toffelblommor, och familjen toffelblomsväxter. Inga underarter finns listade i Catalogue of Life.